# Hypercompe nigriloba
Hypercompe nigriloba là một loài bướm đêm thuộc phân họ Arctiinae, họ Erebidae.